# تاد کین
تاد آرتور لوسیان کین (هلندی: Todd Arthur Lucien Kane؛ زادهٔ ۱۷ سپتامبر ۱۹۹۳) یک بازیکن فوتبال اهل انگلستان است که در پست دفاع راست بازی می‌کند.

## باشگاهی
از باشگاه‌هایی که در آن بازی کرده‌است می‌توان به بلکبرن راورز، پرستون نورث اند، بریستول سیتی، ناتینگهام فارست و ان.ئی. سی نایمخن اشاره کرد.